# Брюланж
Брюланж (фр. Brulange) — коммуна на северо-востоке Франции, регион Гранд-Эст (бывший Эльзас — Шампань — Арденны — Лотарингия), департамент Мозель. Относится к кантону Гротенкен. 

## Географическое положение
Брюланж расположен в 310 км к востоку от Парижа и в 32 км к востоку от Меца.

## История
- Входил в историческую область Три Епископства.
- На западе коммуны расположено местечко Гондреманж с замком (не сохранился), подчинявшееся сеньорату Арренкур.

## Демография

Население Брюланжа.

По переписи 2011 года в коммуне проживало 103 человека.

## Достопримечательности
- Замок Гондреманж, разрушен в 1124 году.
- Церковь Сент-Юбер (1777).